# Dietrich Korsch
Dietrich Korsch (* 31. Mai 1949 in Burgsolms) ist ein deutscher evangelischer Theologe.

## Leben und Wirken
Korsch wuchs in der Nähe von Aachen auf. Von 1967 bis 1972 absolvierte er ein Studium der evangelischen Theologie in Wuppertal, Göttingen und Bonn, das er 1972 mit dem Ersten Theologischen Examen bei der Evangelischen Kirche im Rheinland abschloss. Seit 1972 war er in Göttingen u. a. Mitarbeiter in der Kommission zur Herausgabe der Werke Martin Luthers. 1978 erfolgte die Promotion mit der Arbeit Der Grund der Freiheit. Eine Untersuchung zur Problemgeschichte der positiven Philosophie und zur Systemfunktion des Christentums in der Spätphilosophie F. W. J. Schellings bei Hans-Georg Geyer.
Von 1979 bis 1988 war er Hochschulassistent und Inspektor am Theologischen Stift der Universität Göttingen und legte 1980 sein Zweites Theologisches Examen bei der Evangelisch-lutherischen Landeskirche Hannovers ab. 1982 wurde er ordiniert. 1987 schloss sich seine Habilitation mit der Arbeit Glaubensgewißheit und Selbstbewußtsein. Vier systematische Variationen über Gesetz und Evangelium an. Von 1988 bis 1991 war er Pfarrer in Göttingen. 1991 wurde er auf eine Professur für Systematische Theologie und theologische Gegenwartsfragen an der Universität Passau berufen. Von 1998 bis 2014 war er Professor für Systematische Theologie und Theologiegeschichte an der Philipps-Universität Marburg. Seine Arbeitsschwerpunkte sind neuere Theologiegeschichte, Dogmatik, Hermeneutik und Ästhetik. 2024 erhielt er die Ehrendoktorwürde der Theologischen Fakultät der Universität Basel.

## Schriften (Auswahl)
Monographien
- Der Grund der Freiheit. Eine Untersuchung zur Problemgeschichte der positiven Philosophie und zur Systemfunktion des Christentums im Spätwerk F. W. J. Schellings (= Beiträge zur Evangelischen Theologie, Bd. 85), München 1980.
- Glaubensgewißheit und Selbstbewußtsein. Vier systematische Variationen über Gesetz und Evangelium (= Beiträge zur historischen Theologie, Bd. 76), Tübingen 1989.
- Dialektische Theologie nach Karl Barth, Tübingen 1996.
- Religion mit Stil. Protestantismus in der Kulturwende, Tübingen 1997.
- Martin Luther zur Einführung, Hamburg 1997.
- Dogmatik im Grundriß. Eine Einführung in die christliche Deutung menschlichen Lebens mit Gott (= UTB, Bd. 2155). Mohr Siebeck, Tübingen 2000.
- Religionsbegriff und Gottesglaube. Dialektische Theologie als Hermeneutik der Religion. Mohr Siebeck, Tübingen 2005.
- Martin Luther. Eine Einführung, 2. überarb. Auflage (= UTB, Bd. 2956). Mohr Siebeck, Tübingen 2007.
- Antwort auf Grundfragen christlichen Glaubens. Dogmatik als integrative Disziplin (= UTB, Bd. 4560), Tübingen 2016.
- Mit der Theologie anfangen. Orientierungen für das Studium (= UTB, Bd. 5471). Mohr Siebeck, Tübingen 2020.

Herausgeberschaften
- Wahrheit und Versöhnung. Theologische und philosophische Beiträge zur Gotteslehre, Gütersloh 1989 (zusammen mit Hartmut Ruddies).
- Albrecht Ritschl. La théologie en modernité: Entre religion, morale et positivité historique (= Lieux théologiques, Bd. 19), Genf 1991 (zusammen mit P. Gisel und J.-M.Tétaz).
- Gesundheit gestalten. Fünf Jahre Klinik Angermühle (= Angermühler Gespräche Medizin – Ethik – Recht, Sonderband), Passau 1999 (zusammen mit Lothar Blaha, Hans-Rainer Buchmüller, Marcel Chase, Joseph Schmucker von Koch und Ute Zöllner).
- Die Prägnanz der Religion in der Kultur. Ernst Cassirer und die Theologie (= Religion und Aufklärung, Bd. 7), Tübingen 2000 (zusammen mit Enno Rudolph).
- Protestantismus und Ästhetik. Religionskulturelle Transformationen am Beginn des 20. Jahrhunderts (= Veröffentlichungen der Wissenschaftlichen Gesellschaft für Theologie, Bd. 19), Gütersloh 2001 (zusammen mit Volker Drehsen und Wilhelm Gräb).
- Jenseits der Einheit. Protestantische Ansichten der Ökumene, Hannover 2001 (zusammen mit Friedrich Wilhelm Graf).
- Das Wesen des Christentums (= Marburger Theologische Studien, Bd. 62), Marburg 2002 (zusammen mit Cornelia Richter).
- Hans-Georg Geyer, Andenken. Theologische Aufsätze, Tübingen 2003 (zusammen mit Hans Theodor Goebel, Jürgen Seim und Hartmut Ruddies).
- Subjektivität im Kontext. Erkundungen im Gespräch mit Dieter Henrich (= Religion in Philosophy and Theology, Bd. 8), Tübingen 2004 (zusammen mit Jörg Dierken).
- Systematische Theologie heute. Zur Selbstverständigung einer Disziplin, Gütersloh 2004 (zusammen mit Hermann Deuser).
- Die Gegenwart Jesu Christi im Abendmahl, Leipzig 2005.
- Die Idee der Universität heute, München 2005 (zusammen mit Ulrich Sieg).
- Der verborgene Sinn. Religiöse Dimensionen des Alltags, Göttingen 2008 (zusammen mit Lars Charbonnier).
- Karl Barth: Schriften. Bd. 1: Dialektische Theologie, Bd. 2: Kirchliche Dogmatik (mit Kommentar), Frankfurt am Main 2009.
- Martin Luther – Biographie und Theologie (= Spätmittelalter, Humanismus und Reformation, Bd. 53), Tübingen 2010 (zusammen mit Volker Leppin), 2. Auflage 2017.
- Interpreting Religion. The Significance of Friedrich Schleiermacher's Reden über die Religion for Religious Studies and Theology (= Religion in Philosophy and Theology, Bd. 57), Tübingen 2011 (zusammen mit Amber L. Griffioen).
- Das Universum im Ohr. Variationen zu einer theologischen Musikästhetik, Leipzig 2011 (zusammen mit Klaus Röhring und Joachim Herten).
- Differenz-Kompetenz. Religiöse Bildung in der Zeit, Leipzig 2012 (zusammen mit Themas Klie und Ulrike Wagner-Rau).
- Martin Luther. Deutsch-deutsche Studienausgabe, Bd. 1. Leipzig 2012; Bd. 2, Leipzig 2015 (zusammen mit Johannes Schilling).
- Johannes Schilling: Das Evangelium in der Geschichte der Frömmigkeit. Kirchengeschichtliche Aufsätze, Leipzig 2015 (zusammen mit Jan Lohrengel).
- Martin Luther: Von der Freiheit eines Christenmenschen (= Große Texte der Christenheit, Bd. 1), Leipzig 2016, 2. Auflage 2018.
- Einführung in die evangelische Dogmatik. Im Anschluß an Martin Luthers Kleinen Katechismus, Leipzig 2016 (Durchgesehene und um ein Nachwort ergänzte Neuausgabe von: Dogmatik im Grundriß).
- Innenansichten. Zum professionellen Umgang mit Religion im Pfarramt (zusammen mit Bernhard Dressler, Andreas Feige, Dietlind Fischer und Albrecht Schöll), Leipzig 2017.